# Meritatón
Meritatón, que significa "La amada de Atón", fue una princesa egipcia de la Dinastía XVIII de Egipto. Era la primogénita del rey Amenofis IV (que unos años después cambiaría su nombre por el de Akenatón) y la Gran Esposa Real, Nefertiti. Su nombre significa amada de Atón. Sus hermanas fueron Meketatón, Anjesenamón, Neferneferuatón Tasherit, Neferneferura, y Setepenra.
Es posible que Meritatón naciese en el primer o el segundo año de reinado de su padre, en la ciudad de Tebas. Quedaban aún tres años para la definitiva ruptura entre el faraón y el sacerdocio de Amón, y el "exilio" de la familia real y la corte a una recién fundada capital en el Medio Egipto, a la que se impondría el nombre de Ajetatón.
Durante los primeros 14 años del reinado de su padre, Meritatón fue la segunda dama de la corte y la mujer más importante del país, solo por detrás de su madre. Aparece en infinidad de representaciones acompañada de sus padres y a veces también de sus hermanas menores, y existen numerosas esculturas de ellas que han llamado la atención por la forma tan ovalada de su cabeza. Precisamente esta extraña anomalía ha hecho pensar si la princesa nació con la cabeza así, fue producto de una "moda" en la corte o simplemente era una representación idealizada. 
Parece ser que durante el año 12 o 13 de Akenatón, este se casa con Meritatón. Esta práctica de incesto real, impropia del Egipto faraónico (sólo Amenofis III y Ramsés II, aparte de Akenatón, se casaron con hijas suyas), parece ser que fue para conseguir una mayor concentración de sangre real en posibles herederos. Quizás fue esta práctica la que trajo al mundo a la princesa Meritatón-Tasherit, fruto del incesto entre padre e hija.
La difícil trama de los últimos años de reinado de Akenatón se complica cuando aparece la figura de Semenejkara Nefertiti. Smenkara tenía como gran esposa real a Meritatón. Se cree que Semenejkara era la propia Nefertiti y el matrimonio era un puro simbolismo.
Al morir Akenatón, se piensa que hubo un breve reinado de Smenkara en solitario, pero que no fue superior al año y medio. Se ignora que fue de Meritatón, ya que, tras la muerte de Ajenatón, se abre un período muy confuso, durante el cual desaparecen la mayor parte de los protagonistas de la época anterior. En muy poco tiempo hay un nuevo rey en el trono, el joven Tutankamón, y no hay la más mínima huella de Semenejkara ni de Meritatón. Es posible que esta última ya hubiera muerto por entonces (tendría unos 17 años de edad tan sólo), pues se sabe que la gran esposa real de Tutankamón no fue ella, sino la única de sus hermanas supervivientes, Anjesenpaatón.
No se sabe dónde fue enterrada esta reina y su momia aún no ha sido descubierta.